# Jennifer Rees Larcombe
Jennifer Rees Larcombe (* 1942) ist eine christliche, englische Autorin in den Bereichen Trauer und Trauma sowie Kinder und Jugend. Von ihr stammen mehrere autobiographische Bücher über ihre langjährige Krankheit, die plötzliche Heilung sowie weitere Schicksalsschläge, eine in mehrere Sprachen übersetzte Kinderbibel, Kleinkinderbücher zu einzelnen biblischen Geschichten sowie Jugendromane.
Rees-Larcombe lebt in der britischen Grafschaft Kent, wo sie die christliche Organisation „Beauty from Ashes“ zur Trauer- und Traumabewätigung leitet.
Ihr Name tritt in vielen Variationen auf. Ihr Vorname wird mitunter Jen abgekürzt, der Nachname variiert zu Rees, Rees-Larcombe, Larcombe Rees und zuletzt wird sie auch Jennifer G. Larcombe genannt.

## Leben und Werk

### Leben
Jennifer Rees Larcombe ist die Tochter der Predigers Tom Rees und wuchs in der Umgebung der Hildenborough Gospel Hall in Kent auf. Ihre Heimat ist Tunbridge Wells.
Ihre ersten Bücher schrieb sie aus Geschichten, die sie vorher ihren eigenen Kindern erzählt hatte. Ihre seit den 1960er Jahren erschienenen Kinderbücher wurden in mehrere Sprachen übersetzt. Ihr Jugendbuch Der Fluch von Schwarzeneck (1967) wurde in Deutschland mit Horst Marquardt als Erzähler auch als Hörspiel (Der Meisterschuss, 1974) herausgebracht. In ihrer Kinderbibel zeigt sie Jesus Christus als liebevolle Person ohne Ecken und Kanten.
Rees Larcombe litt ab 1982 an einer viralen Hirnhautentzündung, die sie an den Rollstuhl fesselte. Vor der Diagnose hatte sie die Krankheit lange verdrängt. Im Krankenhaus berichtet sie dann von einer Nahtodeserfahrung. Sie erhielt eine Invalidenrente. Der Besuch vieler christlicher Heilungsgottesdienste führte nicht zum gewünschten Ergebnis. Sie fing an, andere zu trösten und zu ermutigen, und schrieb das Buch Beyond Healing (so viel wie: Mehr als Heilung). Die Krankheit endete ohne vorherige Anzeichen einer Genesung nach acht Jahren. Sie führt diese Genesung auf ein Gebet einer erst seit einem Monat bekehrten Christin zurück. Die Belastungen der Krankheit führten zur Scheidung von ihrem Ehemann Tony, mit dem sie sechs Kinder hat.

### Werke (Auswahl)
- 1967: Jennifer Rees-Larcombe: The Curse of Craigiburn
  - Manfred Siebald (Übersetzung): Der Fluch von Schwarzeneck. CLV 1969, ISBN 978-3-89397-106-0)
- 1992: Jennifer G. Larcombe; Allan Parry (Illustrationen): Bible story book
  - Jennifer G. Larcombe; Allan Parry (Illustrationen); Renate Mauerhofer (Übersetzung): Unsere grosse Kinderbibel, Hamburg : Saatkorn-Verl. 1992, ISBN 3-8150-0828-X
- 1994: Jennifer Rees-Larcombe: Leaning on a Spider's Web, Ulverscroft, 1994, ISBN 0-7089-3149-9
- 1995: Jennifer Rees-Larcombe: The gospel according to Brodie: lessons from a blind labrador, London: Marshall Pickering, 1995
- 1998: Jennifer Rees-Larcombe: No hands but ours, London : Marshall Pickering, 1998
- 1999: Jennifer Rees-Larcombe (Autor): Auntie Peggy's Windmill And Other Stories, Harpercollins Pub Ltd (July 4, 1999), Marshall Pickering; New edition edition (6 April 1999), ISBN 0-551-03207-3
  - Jennifer G. Larcombe (Autor); Renate Mauerhofer (Übersetzung): Tante Olgas Windmühle, Bibellesebund; 1. Auflage 1984, ISBN 3-87982-106-2, CLV 11. Auflage 2006, ISBN 3-87982-106-2
- 1999: Jennifer Rees Larcombe: Angel Called Mervin: The Christian Story Through Celestial Eyes, Zondervan Publishing House (1. Mai 1999), ISBN 0-551-03212-X
- 2001: Jennifer Rees Larcombe Unexpected Healing, Hodder & Stoughton Religious (Mai 2001, aber (c) 1991 http://www.worldcat.org/title/unexpected-healing/oclc/026305678 ), ISBN 0-340-55686-2
- 2006: Jennifer Rees Larcombe: Journey into God's heart : the true story of a life of faith, London : Hodder & Stoughton, 2006, ISBN 0-340-86157-6[16]
- 2010: Jennifer Rees Larcombe: Beauty from Ashes – new edition. Reading for times of loss. brf 2011, ISBN 978-1-84101-744-0